# The New Encyclopedia of Southern Culture

Die elf einst konföderierten Staaten, die die Southern culture repräsentieren (dunkelgrün), und einige von den Südstaaten beeinflusste Regionen

The New Encyclopedia of Southern Culture ist ein Nachschlagewerk, das in 24 Themenbänden die Kultur des Südens der USA darstellt. Gemeint sind damit die elf Staaten der früheren Konföderation und weitere Regionen, in denen sich die Kultur des Südens findet. Die University of North Carolina in Chapel Hill gab die Enzyklopädie von 2006 bis 2013 heraus.

## Vorläufer
Vorläufer-Publikation war die ursprünglich einbändige Encyclopedia of Southern culture, 1989 von der University of North Carolina Press verlegt. Es war das erste Nachschlagewerk, das sich ausschließlich einer US-amerikanischen Regionalkultur widmete. Herausgeber waren Charles Reagan Wilson, Professor für Southern Studies, und William Reynold Ferris, Gründungsdirektor des Center for the Study of Southern Culture (CSSC), Mitherausgeberinnen waren Ann J. Abadie, stellvertretende Leiterin des CSSC, sowie der Musikethnologin Mary L. Hart, alle vier von der University of Mississippi. Insgesamt beteiligten sich mehr als 800 Fachleute mit Beiträgen. Der Band (ISBN 978-0-8078-1823-7) hatte 1656 Seiten und erhielt zahlreiche Auszeichnungen, darunter 1990 die Dartmouth Medal der American Library Association. 2019, zum 30-jährigen Jubiläum des Erscheinens, wurde ein Videobeitrag über die Verdienste dieser Enzyklopädie veröffentlicht.
Die Encyclopedia of Southern Culture erschien 1991 in einer vierbändigen Ausgabe bei Anchor Book, New York, NY. Ihre 24 Stichwörter blieben in unveränderter Reihenfolge. 1996 erschien ein Quizbuch zur Enzyklopädie.
- Band 1: Agriculture, Art and Architecture, Black Life, Education, Environment, ISBN 0-385-41545-1.
- Band 2: Ethnic Life, Folklife, Geography, History and Manners, Industry, Language, Law, ISBN 0-385-41546-X.
- Band 3: Literature, Media, Music, Mythic South, Politics, Recreation, ISBN 0-385-41547-8.
- Band 4: Religion, Science and Medicine, Social Class, Urbanization, Violence, Women's Life, ISBN 0-385-41548-6.

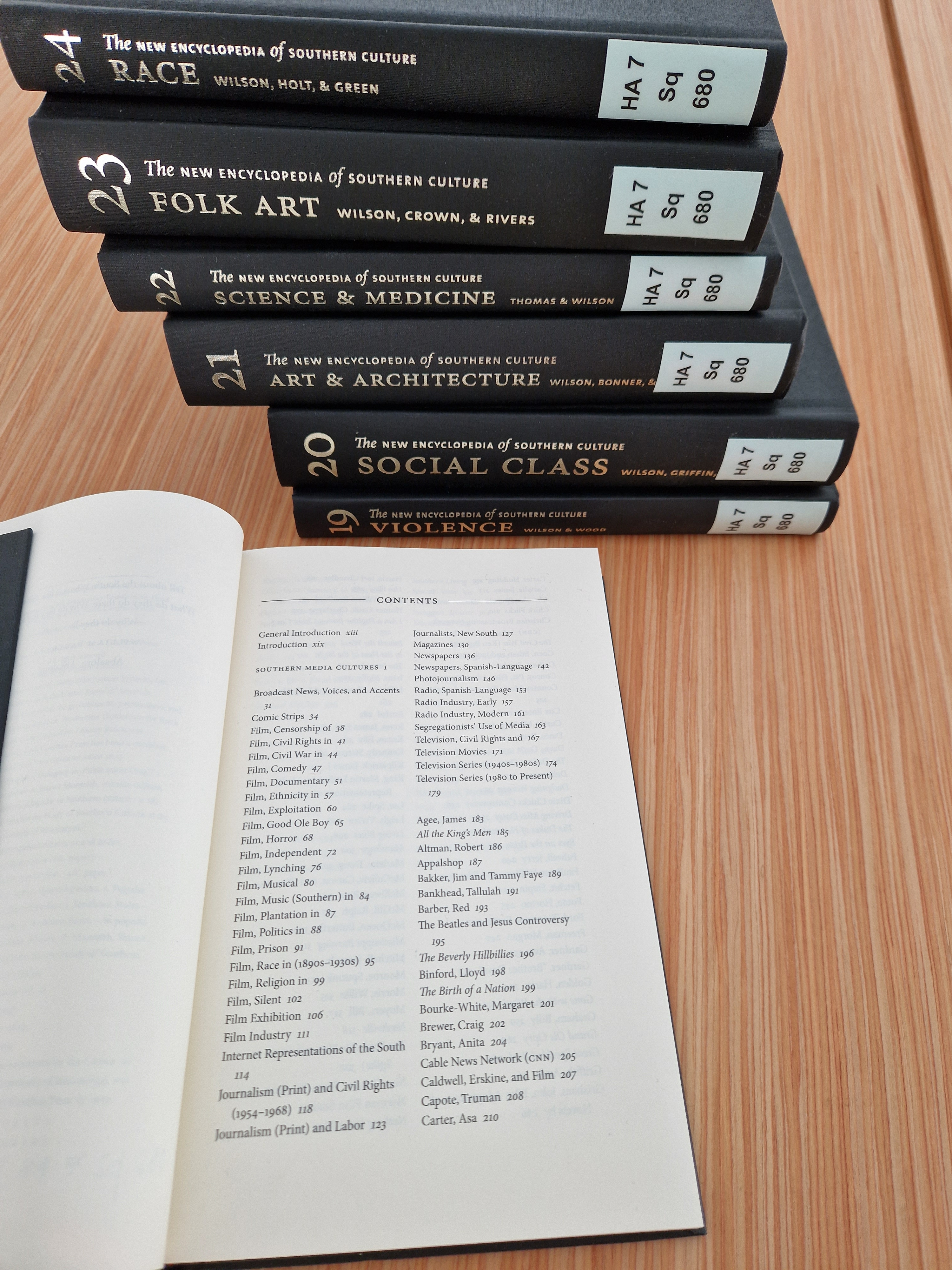
Buchrücken von Bänden der New Encyclopedia of Southern Culture mit Rückenschildchen einer Bibliothek sowie ein Inhaltsverzeichnis mit alphabetisch geordneten Hauptartikeln und vertiefenden Beiträgen

## Neuausgabe
Ab 2006 erschien eine Neuausgabe der Enzyklopädie, an der mehr als 2000 Autoren mitgewirkt haben. Die 24 Einzelbände enthalten nach einer Einführung alphabetische Themenartikel und ferner – ebenfalls alphabetisch geordnete – Essays über Detailfragen, Personen, Institutionen oder historische Ereignisse. Auch die bearbeiteten Nachdrucke, aus der ersten Ausgabe zu einzelnen Bänden verselbstständigt, sind im Umfang stark erweitert. Ein gemeinsamer Registerband fehlt. Die Seitenangaben in Bibliothekskatalogen und beim Verlag stimmen nicht immer überein. Bei den ISBN bezeichnet die erste die Hardcover-, die zweite die Paperback-Ausgabe.
- Band 1: Religion. Herausgegeben von Samuel S. Hill, XVIII, 248 S., 2008, ISBN 978-0-8078-3003-1, ISBN 978-0-8078-5674-1.
- Band 2: Geography. Herausgegeben von Richard Pillsburg, XVIII, 224 S., 2006, ISBN 978-0-8078-3013-0, ISBN 978-0-8078-5681-9.
- Band 3: History. Herausgegeben von Charles Reagan Wilson, XVIII, 385 S., 2007, ISBN 978-0-8078-3028-4, ISBN 978-0-8078-5691-8.
- Band 4: Myth, manners, and memory. Herausgegeben von Charles Reagan Wilson, XVIII, 297 S., 2007, ISBN 978-0-8078-3029-1, ISBN 978-0-8078-5692-5.
- Band 5: Language. Herausgegeben von Michael Montgomery, XVIII, 226 S., 2008, ISBN 978-0-8078-3114-4, ISBN 978-0-8078-5806-6.
- Band 6: Ethnicity. Herausgegeben von Rebecca Celeste Ray, XVIII, 276 S., 2007, ISBN 978-0-8078-3123-6, ISBN 978-0-8078-5823-3.
- Band 7: Foodways. Herausgegeben von John T. Edge, XX, 310 S., 2008, ISBN 978-0-8078-3146-5, ISBN 978-0-8078-5840-0.
- Band 8: Environment. Herausgegeben von Martin V. Melosi, XVIII, 293 S., 2007, ISBN 978-0-8078-3170-0, ISBN 978-0-8078-5856-1.
- Band 9: Literature. Herausgegeben von Milton Thomas Inge, XX, 511 S., 2008, ISBN 978-0-8078-3190-8, ISBN 978-0-8078-5875-2.
- Band 10: Law & politics. Herausgegeben von James W. Ely, XX, 432 S., 2008, ISBN 978-0-8078-3205-9, ISBN 978-0-8078-5884-4.
- Band 11: Agriculture & industry. Herausgegeben von Melissa Walker, XVIII, 354 S., 2008, ISBN 978-0-8078-3240-0, ISBN 978-0-8078-5909-4.
- Band 12: Music. Herausgegeben von Bill C. Malone, XX, 428 S., 2008, ISBN 978-0-8078-3239-4, ISBN 978-0-8078-5908-7.
- Band 13: Gender. Herausgegeben von Nancy Bercaw, XVIII, 387 S., 2009, ISBN 978-0-8078-3287-5, ISBN 978-0-8078-5948-3.
- Band 14: Folklife. Herausgegeben von Glenn Hinson, XVIII, 402 S., 2009, ISBN 978-0-8078-3346-9, ISBN 978-0-8078-5989-6.
- Band 15: Urbanization. Herausgegeben von Wanda Rushing, XVIII, 262 S., 2010, ISBN 978-0-8078-3370-4, ISBN 978-0-8078-7139-3.
- Band 16: Sports & recreation. Herausgegeben von Harvey H. Jackson, XX, 383 S., 2011, ISBN 978-0-8078-3441-1, ISBN 978-0-8078-7173-7.
- Band 17: Education. Herausgegeben von Clarence L. Mohr, XXII, 375 S., 2011, ISBN 978-0-8078-3491-6, ISBN 978-0-8078-7201-7.
- Band 18: Media. Herausgegeben von Allison Graham, XX, 439 S., 2011, ISBN 978-0-8078-3401-5, ISBN 978-0-8078-7143-0.
- Band 19: Violence. Herausgegeben von Amy Louise Wood, XVIII, 299 S., 2011, ISBN 978-0-8078-3522-7, ISBN 978-0-8078-7216-1.
- Band 20: Social class. Herausgegeben von Larry J. Griffin, XX, 499 S., 2012, ISBN 978-0-8078-3559-3, ISBN 978-0-8078-7232-1.
- Band 21: Art & architecture. Herausgegeben von Judith H. Bonner, XX, 504 S., 2013, ISBN 978-0-8078-3717-7, ISBN 978-0-8078-3718-4.
- Band 22: Science & medicine. Herausgegeben von Charles Reagan Wilson, XVIII, 281 S., 2012, ISBN 978-0-8078-3719-1, ISBN 978-0-8078-3720-7.
- Band 23: Folk Art. Herausgegeben von Carol Crown, XX, 480 S., 2013, ISBN 978-0-8078-3442-8, ISBN 978-0-8078-7174-4.
- Band 24: Race. Herausgegeben von Thomas C. Holt, XVIII, 301 S., 2013, ISBN 978-1-4696-0722-1, ISBN 978-1-4696-0723-8.